# Favourite Worst Nightmare
Favourite Worst Nightmare is het tweede studioalbum van de Britse rockband Arctic Monkeys. Het werd in het Verenigd Koninkrijk uitgebracht op 23 april 2007 via Domino Records. Er werden van het album drie singles uitgebracht: Brianstorm, Fluorescent Adolescent en Teddy Picker.
Het album werd eind 2006 opgenomen met producers James Ford en Mike Crossey. Deze sessies vonden voornamelijk plaats in Londen. Het album bereikte onder andere in het Verenigd Koninkrijk en Nederland de eerste plaats in de hitlijsten. Daarnaast won het een BRIT Award en werd het genomineerd voor een Mercury Music Prize.

## Opnamen
De Arctic Monkeys-leden lieten zich voor het eerst uit over een nieuw album in begin 2006, vlak na de uitgave van Whatever People Say I Am, That's What I'm Not. In maart waren er al tien nieuwe nummers geschreven. Dit kwam onder andere doordat het laatste nummer van het debuutalbum in mei 2005 was geschreven, dus de band had bijna een jaar om nieuwe nummers te bedenken. In september, toen het aantal geschreven nummers rond de 13 lag, begonnen de bandleden met het oefenen van de nummers. Een maand later ging Arctic Monkeys de studio in. De helft van de nummers waren voor aanvang van de sessies al geschreven; enkele andere nummers ontstonden in de studio.
Het album werd opgenomen in Miloco Studio's in Londen. De producer was Simian Mobile Disco-lid James Ford. Hij gaf tussen de opnamen door optredens in Londen, en adviseerde de Arctic Monkeys-leden om 's avonds ook uit te gaan. Behalve in de Miloco Studio's waren delen van het album ook opgenomen in Eastcote Studios en Konk Studios (beide in Londen) en Motor Museum (Liverpool). De band hoopte aanvankelijk precies een jaar na Whatever People Say I Am, That's What I'm Not de plaat gereed te hebben. Dat lukte niet, mede doordat de bandleden volgens Turner 'te veel druk' op zichzelf hadden gelegd. Turner over de opnamen: "De nummers klinken heel anders dan die van het eerste album. Toen sloten we ons op in een niemandsland, nu zaten we middenin The Smoke (Londen), met het uitgaan en dergelijke. (...) We probeerden te experimenteren – dat is een beetje een gevaarlijk woord, maar daar wilden we op doorgaan. Tijdens soundchecks dachten we 'zo, wat is dit?' en dat namen we dan op met een mobiele telefoon. We eindigden bijna met breaks. Ik ben altijd geïnteresseerd geweest in beats, nog eerder dan in The Strokes."
In februari 2007 werden de details bekend van het album. Het kreeg de titel Favourite Worst Nightmare en zou uitgebracht worden op 23 april. De naam Favourite Worst Nightmare is een zin uit de track D Is for Dangerous. Voor de cover en het overige artwork werd een reeks foto's gebruikt. Deze werden net zoals die van het debuutalbum gemaakt door Juno Liverpool. De Arctic Monkeys-leden wilden graag een foto op de cover, volgens Turner: "We wilden iets fysieks doen, iets authentieks voor het artwork. We lieten onze nummers horen aan een reeks illustrators, die er dan beelden bij tekenden." Turners idee was om een huis of fabriek in een simpele, maar duistere omgeving af te beelden. In dat gebouw waren er dan kleurrijke figuren te zien. In het bijgeleverde boekje staan nog meer soortgelijke foto's, met illustraties op de muren van een huis in Liverpool. Deze werden gemaakt door graffitikunstenaarsgroep De5ign 4 uit Southampton, die er een week mee bezig waren.

## Inhoud
Alex Turner over het album: "Wat het geluid betreft, klinken de alvast opgenomen nummers erg full-on, in de stijl van From the Ritz to the Rubble en The View from the Afternoon. We wilden goede ritmes krijgen – in rock heb je veel saaie ritmes." Drummer Matt Helders: "Er staan wat zwaardere dingen op dit album en ook meer interessante geluiden. Door de vele optredens zijn we een stuk beter geworden, en dat heeft ons enthousiast gemaakt om meer interessante dingen te proberen met het ritme en de structuur van nummers." Tijdens de opnamen haalde de band inspiratie uit de muziek van James Ford, doordat hij veel muziek voor ze speelde. Ook noemden de bandleden ESG als een invloed op de nieuwe nummers.
Brianstorm is gebaseerd op een ervaring in Japan, waar de bandleden een man genaamd Brian ontmoetten. Turner: "Toen hij de kamer verliet, waren we nogal in shock over zijn verschijning. We begonnen te brainstormen over hem, met tekeningen en notities." Turner over This House Is a Circus: "Er zit iets goeds in. Dat kan iets nieuws zijn, maar het is opwindend. Er zitten goede teksten in. This house is a circus... berserk as fuck. Het is een ruimte waarin je altijd terugkeert. Dat kan een fysieke ruimte zijn, maar ook je eigen gedachtegang."

## Uitgave
Op 7 april lekte het volledige album uit op het internet. Favourite Worst Nightmare was het eerst in Japan te koop, op 18 april. Europa en Australië volgden op de dagen erna. In de Verenigde Staten ging het album op de 24e in de verkoop. De Japanse versie bevatte twee bonusnummers: Da Frame 2R en Matador. De eerste single van Favourite Worst Nightmare werd Brianstorm, uitgebracht op 2 april via download en op 16 april via een fysieke uitgave. De tweede single Fluorescent Adolescent werd uitgebracht op 9 juli. De derde en laatste single werd Teddy Picker en verscheen in december 2007.
Favourite Worst Nightmare werd in het Verenigd Koninkrijk op de eerste dag 85.000 maal verkocht. Na één week verscheen het op nummer 1 in de UK Album Chart. Ook verschenen 17 nummers in de UK Singles Chart Top 200, waarvan Brianstorm op de hoogste plek belandde (plaats 7). Het hoge aantal nummers was onder andere te wijten aan een website die het album ter download aanbood, maar het als 12 losse singles beschouwde. In de Verenigde Staten kwam Favourite Worst Nightmare binnen op plek 7 in de Billboard 200. In Nederland belandde het album op 28 april vanuit het niets op nummer 1 van de Album Top 100. Het album won in 2008 de prijs voor Best Album bij de Brit Awards. Daarnaast werd het voor dezelfde prijs genomineerd bij de NME Awards en kreeg het een nominatie voor de Mercury Music Prize.
Favourite Worst Nightmare werd door de media goed ontvangen; het heeft op review-verzamelsite Metacritic een gemiddelde van 82 uit 100. Recensisten noemden de band meer "volwassen" en benadrukten het "donkere" geluid dat de plaat bevatte in vergelijking met Whatever People Say I Am, That's What I'm Not. Daar waar Allmusic en Q (met 10 uit 10) het album hoger inschatten dan het debuut, kozen Rolling Stone en NME just voor een lager cijfer. Allmusic stelde dat "het op het debuut mogelijk was om alle manieren te horen hoe ze als hun voorgangers klonken. Nu kun je op alle manieren horen dat Arctic Monkeys een unieke en opgetogen band is, en daarom is Favourite Worst Nightmare veel spannender dan het debuut." Rolling Stone noemde het album "iets minder dan het vorige, zwaarder en minder direct, maar in geen geval het Moeilijke Tweede Album". Negatieve kritieken kwamen onder andere van Blender, die het album "minder catchy" noemde.

## Nummers
Alle muziek en teksten zijn geschreven door Arctic Monkeys. 
| 1.                 | Brianstorm                | Alex Turner                  | 2:50 |
| 2.                 | Teddy Picker              | Alex Turner                  | 2:43 |
| 3.                 | D Is for Dangerous        | Alex Turner                  | 2:16 |
| 4.                 | Balaclava                 | Alex Turner                  | 2:49 |
| 5.                 | Fluorescent Adolescent    | Alex Turner, Johanna Bennett | 2:57 |
| 6.                 | Only Ones Who Know        | Alex Turner                  | 3:02 |
| 7.                 | Do Me a Favour            | Alex Turner                  | 3:27 |
| 8.                 | This House Is a Circus    | Alex Turner                  | 3:09 |
| 9.                 | If You Were There, Beware | Alex Turner                  | 4:34 |
| 10.                | The Bad Thing             | Alex Turner                  | 2:23 |
| 11.                | Old Yellow Bricks         | Alex Turner, Jon McClure     | 3:11 |
| 12.                | 505                       | Alex Turner                  | 4:13 |
| Totale duur: 37:34 |                           |                              |      |

| 13.                | Da Frame 2R | Alex Turner | 2:20 |
| 14.                | Matador     | Alex Turner | 4:57 |
| Totale duur: 44:51 |             |             |      |

## Medewerkers
- Arctic Monkeys – muziek
  - Alex Turner – zang, gitaar, teksten
  - Jamie Cook – gitaar
  - Nick O'Malley – basgitaar
  - Matthew Helders – drums
- James Ford – productie, mixing, gitaar op Only Ones Who Know
- Mike Crossey – productie, mixing
- Alan Moulder – mixing
- George Marino – mastering
- Juno Liverpool – artwork, fotografie
- Miles Kane – gitaar op 505

## Hitnotering
| Favourite Worst Nightmare in de Nederlandse Album Top 100 – binnen: 28 april 2007 | Favourite Worst Nightmare in de Nederlandse Album Top 100 – binnen: 28 april 2007 | Favourite Worst Nightmare in de Nederlandse Album Top 100 – binnen: 28 april 2007 | Favourite Worst Nightmare in de Nederlandse Album Top 100 – binnen: 28 april 2007 | Favourite Worst Nightmare in de Nederlandse Album Top 100 – binnen: 28 april 2007 | Favourite Worst Nightmare in de Nederlandse Album Top 100 – binnen: 28 april 2007 | Favourite Worst Nightmare in de Nederlandse Album Top 100 – binnen: 28 april 2007 | Favourite Worst Nightmare in de Nederlandse Album Top 100 – binnen: 28 april 2007 | Favourite Worst Nightmare in de Nederlandse Album Top 100 – binnen: 28 april 2007 | Favourite Worst Nightmare in de Nederlandse Album Top 100 – binnen: 28 april 2007 | Favourite Worst Nightmare in de Nederlandse Album Top 100 – binnen: 28 april 2007 | Favourite Worst Nightmare in de Nederlandse Album Top 100 – binnen: 28 april 2007 | Favourite Worst Nightmare in de Nederlandse Album Top 100 – binnen: 28 april 2007 | Favourite Worst Nightmare in de Nederlandse Album Top 100 – binnen: 28 april 2007 | Favourite Worst Nightmare in de Nederlandse Album Top 100 – binnen: 28 april 2007 | Favourite Worst Nightmare in de Nederlandse Album Top 100 – binnen: 28 april 2007 | Favourite Worst Nightmare in de Nederlandse Album Top 100 – binnen: 28 april 2007 | Favourite Worst Nightmare in de Nederlandse Album Top 100 – binnen: 28 april 2007 | Favourite Worst Nightmare in de Nederlandse Album Top 100 – binnen: 28 april 2007 | Favourite Worst Nightmare in de Nederlandse Album Top 100 – binnen: 28 april 2007 | Favourite Worst Nightmare in de Nederlandse Album Top 100 – binnen: 28 april 2007 | Favourite Worst Nightmare in de Nederlandse Album Top 100 – binnen: 28 april 2007 | Favourite Worst Nightmare in de Nederlandse Album Top 100 – binnen: 28 april 2007 | Favourite Worst Nightmare in de Nederlandse Album Top 100 – binnen: 28 april 2007 | Favourite Worst Nightmare in de Nederlandse Album Top 100 – binnen: 28 april 2007 |
| Week                                                                              | 01                                                                                | 02                                                                                | 03                                                                                | 04                                                                                | 05                                                                                | 06                                                                                | 07                                                                                | 08                                                                                | 09                                                                                | 10                                                                                | 11                                                                                | 12                                                                                | 13                                                                                | 14                                                                                | 15                                                                                | 16                                                                                | 17                                                                                | 18                                                                                | 19                                                                                | 20                                                                                | 21                                                                                |                                                                                   | 22                                                                                |                                                                                   |
| --------------------------------------------------------------------------------- | --------------------------------------------------------------------------------- | --------------------------------------------------------------------------------- | --------------------------------------------------------------------------------- | --------------------------------------------------------------------------------- | --------------------------------------------------------------------------------- | --------------------------------------------------------------------------------- | --------------------------------------------------------------------------------- | --------------------------------------------------------------------------------- | --------------------------------------------------------------------------------- | --------------------------------------------------------------------------------- | --------------------------------------------------------------------------------- | --------------------------------------------------------------------------------- | --------------------------------------------------------------------------------- | --------------------------------------------------------------------------------- | --------------------------------------------------------------------------------- | --------------------------------------------------------------------------------- | --------------------------------------------------------------------------------- | --------------------------------------------------------------------------------- | --------------------------------------------------------------------------------- | --------------------------------------------------------------------------------- | --------------------------------------------------------------------------------- | --------------------------------------------------------------------------------- | --------------------------------------------------------------------------------- | --------------------------------------------------------------------------------- |
| Nummer                                                                            | 1                                                                                 | 3                                                                                 | 5                                                                                 | 12                                                                                | 11                                                                                | 11                                                                                | 16                                                                                | 20                                                                                | 28                                                                                | 34                                                                                | 40                                                                                | 50                                                                                | 56                                                                                | 66                                                                                | 63                                                                                | 58                                                                                | 72                                                                                | 64                                                                                | 73                                                                                | 84                                                                                | 85                                                                                | uit                                                                               | 92                                                                                | uit                                                                               |